# Agrias phoenix
Agrias phoenix är en fjärilsart som beskrevs av Friedrich Wilhelm Niepelt 1910. Agrias phoenix ingår i släktet Agrias och familjen praktfjärilar. Inga underarter finns listade i Catalogue of Life.